# Renewi Tour 2023
Renewi Tour 2023 var den 18:e upplagan av etapploppet Renewi Tour som hölls i både Belgien och Nederländerna. Cykelloppets fem etapper kördes mellan den 23 och 27 augusti 2023 med start i Blankenberge och målgång i Bilzen. Loppet var en del av UCI World Tour 2023 och vanns av belgiske Tim Wellens från cykelstallet UAE Team Emirates.

## Deltagande lag
| WorldTeams (18)- AG2R Citroën Team - Alpecin-Deceuninck - Astana Qazaqstan Team - Bahrain Victorious - Bora-Hansgrohe - Cofidis - EF Education-EasyPost - Groupama-FDJ - Ineos Grenadiers - Intermarché-Circus-Wanty - Jumbo-Visma - Movistar Team - Soudal Quick-Step - Arkéa-Samsic - Team DSM-Firmenich - Team Jayco AlUla - Lidl-Trek - UAE Team Emirates ProTeams (4)- Bingoal WB - Israel-Premier Tech - Lotto Dstny - Team Flanders-Baloise |
| |

## Etapper
| Etapp | Datum  | Start – mål              | type        | Distans (km) | Etappvinnare     | Totalledare      |
| ----- | ------ | ------------------------ | ----------- | ------------ | ---------------- | ---------------- |
| 1     | 23 aug | Blankenberge – Ardooie   | Flack etapp | 182,9        | Jasper Philipsen | Jasper Philipsen |
| 2     | 24 aug | Sluis – Sluis            | Tempoetapp  | 13,6         | Josh Tarling     | Josh Tarling     |
| 3     | 25 aug | Aalter – Geraardsbergen  |             | 171,2        | Mike Teunissen   | Tim Wellens      |
| 4     | 26 aug | Beringen – Peer, Belgien | Flack etapp | 179,4        | Sam Welsford     | Tim Wellens      |
| 5     | 27 aug | Riemst – Bilzen          |             | 187,3        | Matej Mohorič    | Tim Wellens      |

### 1:a etappen
| Blankenberge - Ardooie | Flack etapp | (182,9 km) |

| \| Placeringar i etappen \| Placeringar i etappen \| Placeringar i etappen \| Placeringar i etappen \| Placeringar i etappen \| \| Cyklist \| Cyklist \| Lag \| Tid \| \| \| --------------------- \| --------------------- \| ------------------------ \| --------------------- \| --------------------- \| \| 1. \| Jasper Philipsen \| Alpecin-Deceuninck \| 3t 51' 33" \| \| \| 2. \| Tim Merlier \| Soudal Quick-Step \| + 0" \| \| \| 3. \| Olav Kooij \| Jumbo-Visma \| + 0" \| \| \| 4. \| Arnaud De Lie \| Lotto Dstny \| + 0" \| \| \| 5. \| Dylan Groenewegen \| Team Jayco AlUla \| + 0" \| \| \| 6. \| Matteo Trentin \| UAE Team Emirates \| + 0" \| \| \| 7. \| Laurence Pithie \| Groupama-FDJ \| + 0" \| \| \| 8. \| Arne Marit \| Intermarché-Circus-Wanty \| + 0" \| \| \| 9. \| Elia Viviani \| Ineos Grenadiers \| + 0" \| \| \| 10. \| Clément Russo \| Arkéa-Samsic \| + 0" \| \| |                   |                          |            |
| |                   |                          |            |
| Källa: ProCyclingStats |                   |                          |            |
| Placeringar i etappen |                   |                          |            |
| Cyklist | Cyklist           | Lag                      | Tid        |
| 1. | Jasper Philipsen  | Alpecin-Deceuninck       | 3t 51' 33" |
| 2. | Tim Merlier       | Soudal Quick-Step        | + 0"       |
| 3. | Olav Kooij        | Jumbo-Visma              | + 0"       |
| 4. | Arnaud De Lie     | Lotto Dstny              | + 0"       |
| 5. | Dylan Groenewegen | Team Jayco AlUla         | + 0"       |
| 6. | Matteo Trentin    | UAE Team Emirates        | + 0"       |
| 7. | Laurence Pithie   | Groupama-FDJ             | + 0"       |
| 8. | Arne Marit        | Intermarché-Circus-Wanty | + 0"       |
| 9. | Elia Viviani      | Ineos Grenadiers         | + 0"       |
| 10. | Clément Russo     | Arkéa-Samsic             | + 0"       |

| \| Totaltävlingen \| Totaltävlingen \| Totaltävlingen \| Totaltävlingen \| Totaltävlingen \| \| Cyklist \| Cyklist \| Lag \| Tid \| \| \| -------------- \| ----------------- \| --------------------- \| -------------- \| -------------- \| \| 1. \| Jasper Philipsen \| Alpecin-Deceuninck \| 3t 51' 43" \| \| \| 2. \| Alessandro Covi \| UAE Team Emirates \| + 2" \| \| \| 3. \| Tim Merlier \| Soudal Quick-Step \| + 4" \| \| \| 4. \| Jonas Rutsch \| EF Education-EasyPost \| + 5" \| \| \| 5. \| Ceriel Desal \| Bingoal WB \| + 5" \| \| \| 6. \| Olav Kooij \| Jumbo-Visma \| + 6" \| \| \| 7. \| Arnaud De Lie \| Lotto Dstny \| + 10" \| \| \| 8. \| Dylan Groenewegen \| Team Jayco AlUla \| + 10" \| \| \| 9. \| Matteo Trentin \| UAE Team Emirates \| + 10" \| \| \| 10. \| Laurence Pithie \| Groupama-FDJ \| + 10" \| \| |                   |                       |            |
| |                   |                       |            |
| Källa: ProCyclingStats |                   |                       |            |
| Totaltävlingen |                   |                       |            |
| Cyklist | Cyklist           | Lag                   | Tid        |
| 1. | Jasper Philipsen  | Alpecin-Deceuninck    | 3t 51' 43" |
| 2. | Alessandro Covi   | UAE Team Emirates     | + 2"       |
| 3. | Tim Merlier       | Soudal Quick-Step     | + 4"       |
| 4. | Jonas Rutsch      | EF Education-EasyPost | + 5"       |
| 5. | Ceriel Desal      | Bingoal WB            | + 5"       |
| 6. | Olav Kooij        | Jumbo-Visma           | + 6"       |
| 7. | Arnaud De Lie     | Lotto Dstny           | + 10"      |
| 8. | Dylan Groenewegen | Team Jayco AlUla      | + 10"      |
| 9. | Matteo Trentin    | UAE Team Emirates     | + 10"      |
| 10. | Laurence Pithie   | Groupama-FDJ          | + 10"      |

### 2:a etappen
| Sluis - Sluis | Tempoetapp | (13,6 km) |

| \| Placeringar i etappen \| Placeringar i etappen \| Placeringar i etappen \| Placeringar i etappen \| Placeringar i etappen \| \| Cyklist \| Cyklist \| Lag \| Tid \| \| \| --------------------- \| --------------------- \| --------------------- \| --------------------- \| --------------------- \| \| 1. \| Josh Tarling \| Ineos Grenadiers \| 15' 05" \| \| \| 2. \| Tim Wellens \| UAE Team Emirates \| + 14" \| \| \| 3. \| Yves Lampaert \| Soudal Quick-Step \| + 18" \| \| \| 4. \| Jasper Stuyven \| Lidl-Trek \| + 19" \| \| \| 5. \| Florian Vermeersch \| Lotto Dstny \| + 21" \| \| \| 6. \| Kasper Asgreen \| Soudal Quick-Step \| + 21" \| \| \| 7. \| Daan Hoole \| Lidl-Trek \| + 23" \| \| \| 8. \| Mikkel Bjerg \| UAE Team Emirates \| + 24" \| \| \| 9. \| Tobias Foss \| Jumbo-Visma \| + 25" \| \| \| 10. \| Matej Mohorič \| Bahrain Victorious \| + 26" \| \| |                    |                    |         |
| |                    |                    |         |
| Källa: ProCyclingStats |                    |                    |         |
| Placeringar i etappen |                    |                    |         |
| Cyklist | Cyklist            | Lag                | Tid     |
| 1. | Josh Tarling       | Ineos Grenadiers   | 15' 05" |
| 2. | Tim Wellens        | UAE Team Emirates  | + 14"   |
| 3. | Yves Lampaert      | Soudal Quick-Step  | + 18"   |
| 4. | Jasper Stuyven     | Lidl-Trek          | + 19"   |
| 5. | Florian Vermeersch | Lotto Dstny        | + 21"   |
| 6. | Kasper Asgreen     | Soudal Quick-Step  | + 21"   |
| 7. | Daan Hoole         | Lidl-Trek          | + 23"   |
| 8. | Mikkel Bjerg       | UAE Team Emirates  | + 24"   |
| 9. | Tobias Foss        | Jumbo-Visma        | + 25"   |
| 10. | Matej Mohorič      | Bahrain Victorious | + 26"   |

| \| Totaltävlingen \| Totaltävlingen \| Totaltävlingen \| Totaltävlingen \| Totaltävlingen \| \| Cyklist \| Cyklist \| Lag \| Tid \| \| \| -------------- \| ------------------ \| ------------------ \| -------------- \| -------------- \| \| 1. \| Josh Tarling \| Ineos Grenadiers \| 4t 06' 58" \| \| \| 2. \| Tim Wellens \| UAE Team Emirates \| + 14" \| \| \| 3. \| Yves Lampaert \| Soudal Quick-Step \| + 18" \| \| \| 4. \| Jasper Stuyven \| Lidl-Trek \| + 19" \| \| \| 5. \| Kasper Asgreen \| Soudal Quick-Step \| + 21" \| \| \| 6. \| Florian Vermeersch \| Lotto Dstny \| + 21" \| \| \| 7. \| Daan Hoole \| Lidl-Trek \| + 23" \| \| \| 8. \| Mikkel Bjerg \| UAE Team Emirates \| + 24" \| \| \| 9. \| Tobias Foss \| Jumbo-Visma \| + 25" \| \| \| 10. \| Matej Mohorič \| Bahrain Victorious \| + 26" \| \| |                    |                    |            |
| |                    |                    |            |
| Källa: ProCyclingStats |                    |                    |            |
| Totaltävlingen |                    |                    |            |
| Cyklist | Cyklist            | Lag                | Tid        |
| 1. | Josh Tarling       | Ineos Grenadiers   | 4t 06' 58" |
| 2. | Tim Wellens        | UAE Team Emirates  | + 14"      |
| 3. | Yves Lampaert      | Soudal Quick-Step  | + 18"      |
| 4. | Jasper Stuyven     | Lidl-Trek          | + 19"      |
| 5. | Kasper Asgreen     | Soudal Quick-Step  | + 21"      |
| 6. | Florian Vermeersch | Lotto Dstny        | + 21"      |
| 7. | Daan Hoole         | Lidl-Trek          | + 23"      |
| 8. | Mikkel Bjerg       | UAE Team Emirates  | + 24"      |
| 9. | Tobias Foss        | Jumbo-Visma        | + 25"      |
| 10. | Matej Mohorič      | Bahrain Victorious | + 26"      |

### 3:e etappen
| Aalter - Geraardsbergen |  | (171,2 km) |

| \| Placeringar i etappen \| Placeringar i etappen \| Placeringar i etappen \| Placeringar i etappen \| Placeringar i etappen \| \| Cyklist \| Cyklist \| Lag \| Tid \| \| \| --------------------- \| --------------------- \| ------------------------ \| --------------------- \| --------------------- \| \| 1. \| Mike Teunissen \| Intermarché-Circus-Wanty \| 3t 40' 17" \| \| \| 2. \| Tim Wellens \| UAE Team Emirates \| + 0" \| \| \| 3. \| Axel Zingle \| Cofidis \| + 0" \| \| \| 4. \| Marc Hirschi \| UAE Team Emirates \| + 0" \| \| \| 5. \| Arnaud De Lie \| Lotto Dstny \| + 0" \| \| \| 6. \| Fred Wright \| Bahrain Victorious \| + 0" \| \| \| 7. \| Gianni Vermeersch \| Alpecin-Deceuninck \| + 0" \| \| \| 8. \| Matej Mohorič \| Bahrain Victorious \| + 0" \| \| \| 9. \| Yves Lampaert \| Soudal Quick-Step \| + 0" \| \| \| 10. \| Jasper De Buyst \| Lotto Dstny \| + 0" \| \| |                   |                          |            |
| |                   |                          |            |
| Källa: ProCyclingStats |                   |                          |            |
| Placeringar i etappen |                   |                          |            |
| Cyklist | Cyklist           | Lag                      | Tid        |
| 1. | Mike Teunissen    | Intermarché-Circus-Wanty | 3t 40' 17" |
| 2. | Tim Wellens       | UAE Team Emirates        | + 0"       |
| 3. | Axel Zingle       | Cofidis                  | + 0"       |
| 4. | Marc Hirschi      | UAE Team Emirates        | + 0"       |
| 5. | Arnaud De Lie     | Lotto Dstny              | + 0"       |
| 6. | Fred Wright       | Bahrain Victorious       | + 0"       |
| 7. | Gianni Vermeersch | Alpecin-Deceuninck       | + 0"       |
| 8. | Matej Mohorič     | Bahrain Victorious       | + 0"       |
| 9. | Yves Lampaert     | Soudal Quick-Step        | + 0"       |
| 10. | Jasper De Buyst   | Lotto Dstny              | + 0"       |

| \| Totaltävlingen \| Totaltävlingen \| Totaltävlingen \| Totaltävlingen \| Totaltävlingen \| \| Cyklist \| Cyklist \| Lag \| Tid \| \| \| -------------- \| ------------------ \| ------------------------ \| -------------- \| -------------- \| \| 1. \| Tim Wellens \| UAE Team Emirates \| 7t 47' 16" \| \| \| 2. \| Yves Lampaert \| Soudal Quick-Step \| + 24" \| \| \| 3. \| Florian Vermeersch \| Lotto Dstny \| + 26" \| \| \| 4. \| Jasper Stuyven \| Lidl-Trek \| + 30" \| \| \| 5. \| Fred Wright \| Bahrain Victorious \| + 30" \| \| \| 6. \| Marc Hirschi \| UAE Team Emirates \| + 31" \| \| \| 7. \| Matej Mohorič \| Bahrain Victorious \| + 33" \| \| \| 8. \| Mike Teunissen \| Intermarché-Circus-Wanty \| + 34" \| \| \| 9. \| Axel Zingle \| Cofidis \| + 36" \| \| \| 10. \| Michał Kwiatkowski \| Ineos Grenadiers \| + 38" \| \| |                    |                          |            |
| |                    |                          |            |
| Källa: ProCyclingStats |                    |                          |            |
| Totaltävlingen |                    |                          |            |
| Cyklist | Cyklist            | Lag                      | Tid        |
| 1. | Tim Wellens        | UAE Team Emirates        | 7t 47' 16" |
| 2. | Yves Lampaert      | Soudal Quick-Step        | + 24"      |
| 3. | Florian Vermeersch | Lotto Dstny              | + 26"      |
| 4. | Jasper Stuyven     | Lidl-Trek                | + 30"      |
| 5. | Fred Wright        | Bahrain Victorious       | + 30"      |
| 6. | Marc Hirschi       | UAE Team Emirates        | + 31"      |
| 7. | Matej Mohorič      | Bahrain Victorious       | + 33"      |
| 8. | Mike Teunissen     | Intermarché-Circus-Wanty | + 34"      |
| 9. | Axel Zingle        | Cofidis                  | + 36"      |
| 10. | Michał Kwiatkowski | Ineos Grenadiers         | + 38"      |

### 4:e etappen
| Beringen - Peer, Belgien | Flack etapp | (179,4 km) |

| \| Placeringar i etappen \| Placeringar i etappen \| Placeringar i etappen \| Placeringar i etappen \| Placeringar i etappen \| \| Cyklist \| Cyklist \| Lag \| Tid \| \| \| --------------------- \| --------------------- \| ------------------------ \| --------------------- \| --------------------- \| \| 1. \| Sam Welsford \| Team DSM-Firmenich \| 3t 57' 36" \| \| \| 2. \| Olav Kooij \| Jumbo-Visma \| + 0" \| \| \| 3. \| Jasper Philipsen \| Alpecin-Deceuninck \| + 0" \| \| \| 4. \| Tim Merlier \| Soudal Quick-Step \| + 0" \| \| \| 5. \| Arnaud De Lie \| Lotto Dstny \| + 0" \| \| \| 6. \| Dylan Groenewegen \| Team Jayco AlUla \| + 0" \| \| \| 7. \| Max Kanter \| Movistar Team \| + 0" \| \| \| 8. \| Milan Fretin \| Team Flanders-Baloise \| + 0" \| \| \| 9. \| Laurence Pithie \| Groupama-FDJ \| + 0" \| \| \| 10. \| Arne Marit \| Intermarché-Circus-Wanty \| + 0" \| \| |                   |                          |            |
| |                   |                          |            |
| Källa: ProCyclingStats |                   |                          |            |
| Placeringar i etappen |                   |                          |            |
| Cyklist | Cyklist           | Lag                      | Tid        |
| 1. | Sam Welsford      | Team DSM-Firmenich       | 3t 57' 36" |
| 2. | Olav Kooij        | Jumbo-Visma              | + 0"       |
| 3. | Jasper Philipsen  | Alpecin-Deceuninck       | + 0"       |
| 4. | Tim Merlier       | Soudal Quick-Step        | + 0"       |
| 5. | Arnaud De Lie     | Lotto Dstny              | + 0"       |
| 6. | Dylan Groenewegen | Team Jayco AlUla         | + 0"       |
| 7. | Max Kanter        | Movistar Team            | + 0"       |
| 8. | Milan Fretin      | Team Flanders-Baloise    | + 0"       |
| 9. | Laurence Pithie   | Groupama-FDJ             | + 0"       |
| 10. | Arne Marit        | Intermarché-Circus-Wanty | + 0"       |

| \| Totaltävlingen \| Totaltävlingen \| Totaltävlingen \| Totaltävlingen \| Totaltävlingen \| \| Cyklist \| Cyklist \| Lag \| Tid \| \| \| -------------- \| ------------------ \| ------------------------ \| -------------- \| -------------- \| \| 1. \| Tim Wellens \| UAE Team Emirates \| 11t 44' 52" \| \| \| 2. \| Florian Vermeersch \| Lotto Dstny \| + 23" \| \| \| 3. \| Yves Lampaert \| Soudal Quick-Step \| + 23" \| \| \| 4. \| Jasper Stuyven \| Lidl-Trek \| + 30" \| \| \| 5. \| Fred Wright \| Bahrain Victorious \| + 30" \| \| \| 6. \| Mike Teunissen \| Intermarché-Circus-Wanty \| + 31" \| \| \| 7. \| Marc Hirschi \| UAE Team Emirates \| + 31" \| \| \| 8. \| Matej Mohorič \| Bahrain Victorious \| + 33" \| \| \| 9. \| Axel Zingle \| Cofidis \| + 34" \| \| \| 10. \| Matteo Trentin \| UAE Team Emirates \| + 36" \| \| |                    |                          |             |
| |                    |                          |             |
| Källa: ProCyclingStats |                    |                          |             |
| Totaltävlingen |                    |                          |             |
| Cyklist | Cyklist            | Lag                      | Tid         |
| 1. | Tim Wellens        | UAE Team Emirates        | 11t 44' 52" |
| 2. | Florian Vermeersch | Lotto Dstny              | + 23"       |
| 3. | Yves Lampaert      | Soudal Quick-Step        | + 23"       |
| 4. | Jasper Stuyven     | Lidl-Trek                | + 30"       |
| 5. | Fred Wright        | Bahrain Victorious       | + 30"       |
| 6. | Mike Teunissen     | Intermarché-Circus-Wanty | + 31"       |
| 7. | Marc Hirschi       | UAE Team Emirates        | + 31"       |
| 8. | Matej Mohorič      | Bahrain Victorious       | + 33"       |
| 9. | Axel Zingle        | Cofidis                  | + 34"       |
| 10. | Matteo Trentin     | UAE Team Emirates        | + 36"       |

### 5:e etappen
| Riemst - Bilzen |  | (187,3 km) |

| \| Placeringar i etappen \| Placeringar i etappen \| Placeringar i etappen \| Placeringar i etappen \| Placeringar i etappen \| \| Cyklist \| Cyklist \| Lag \| Tid \| \| \| --------------------- \| --------------------- \| ------------------------ \| --------------------- \| --------------------- \| \| 1. \| Matej Mohorič \| Bahrain Victorious \| 4t 11' 15" \| \| \| 2. \| Matteo Trentin \| UAE Team Emirates \| + 0" \| \| \| 3. \| Søren Kragh Andersen \| Alpecin-Deceuninck \| + 0" \| \| \| 4. \| Jasper De Buyst \| Lotto Dstny \| + 0" \| \| \| 5. \| Arnaud De Lie \| Lotto Dstny \| + 4" \| \| \| 6. \| Jasper Stuyven \| Lidl-Trek \| + 4" \| \| \| 7. \| Jasper Philipsen \| Alpecin-Deceuninck \| + 4" \| \| \| 8. \| Mike Teunissen \| Intermarché-Circus-Wanty \| + 4" \| \| \| 9. \| Axel Zingle \| Cofidis \| + 4" \| \| \| 10. \| Yves Lampaert \| Soudal Quick-Step \| + 4" \| \| |                      |                          |            |
| |                      |                          |            |
| Källa: ProCyclingStats |                      |                          |            |
| Placeringar i etappen |                      |                          |            |
| Cyklist | Cyklist              | Lag                      | Tid        |
| 1. | Matej Mohorič        | Bahrain Victorious       | 4t 11' 15" |
| 2. | Matteo Trentin       | UAE Team Emirates        | + 0"       |
| 3. | Søren Kragh Andersen | Alpecin-Deceuninck       | + 0"       |
| 4. | Jasper De Buyst      | Lotto Dstny              | + 0"       |
| 5. | Arnaud De Lie        | Lotto Dstny              | + 4"       |
| 6. | Jasper Stuyven       | Lidl-Trek                | + 4"       |
| 7. | Jasper Philipsen     | Alpecin-Deceuninck       | + 4"       |
| 8. | Mike Teunissen       | Intermarché-Circus-Wanty | + 4"       |
| 9. | Axel Zingle          | Cofidis                  | + 4"       |
| 10. | Yves Lampaert        | Soudal Quick-Step        | + 4"       |

## Resultat

### Sammanlagt
| \| Totaltävlingen \| Totaltävlingen \| Totaltävlingen \| Totaltävlingen \| Totaltävlingen \| \| Cyklist \| Cyklist \| Lag \| Tid \| \| \| -------------- \| -------------------- \| ------------------------ \| -------------- \| -------------- \| \| 1. \| Tim Wellens \| UAE Team Emirates \| 15t 51' 52" \| \| \| 2. \| Florian Vermeersch \| Lotto Dstny \| + 23" \| \| \| 3. \| Yves Lampaert \| Soudal Quick-Step \| + 23" \| \| \| 4. \| Jasper Stuyven \| Lidl-Trek \| + 30" \| \| \| 5. \| Mike Teunissen \| Intermarché-Circus-Wanty \| + 31" \| \| \| 6. \| Marc Hirschi \| UAE Team Emirates \| + 31" \| \| \| 7. \| Matej Mohorič \| Bahrain Victorious \| + 33" \| \| \| 8. \| Axel Zingle \| Cofidis \| + 34" \| \| \| 9. \| Matteo Trentin \| UAE Team Emirates \| + 36" \| \| \| 10. \| Søren Kragh Andersen \| Alpecin-Deceuninck \| + 40" \| \| |                      |                          |             |
| |                      |                          |             |
| Källa: ProCyclingStats |                      |                          |             |
| Totaltävlingen |                      |                          |             |
| Cyklist | Cyklist              | Lag                      | Tid         |
| 1. | Tim Wellens          | UAE Team Emirates        | 15t 51' 52" |
| 2. | Florian Vermeersch   | Lotto Dstny              | + 23"       |
| 3. | Yves Lampaert        | Soudal Quick-Step        | + 23"       |
| 4. | Jasper Stuyven       | Lidl-Trek                | + 30"       |
| 5. | Mike Teunissen       | Intermarché-Circus-Wanty | + 31"       |
| 6. | Marc Hirschi         | UAE Team Emirates        | + 31"       |
| 7. | Matej Mohorič        | Bahrain Victorious       | + 33"       |
| 8. | Axel Zingle          | Cofidis                  | + 34"       |
| 9. | Matteo Trentin       | UAE Team Emirates        | + 36"       |
| 10. | Søren Kragh Andersen | Alpecin-Deceuninck       | + 40"       |

### Övriga tävlingar
| Poängtävlingen | Poängtävlingen   | Poängtävlingen           | Poängtävlingen | Poängtävlingen |
| Cyklist        | Cyklist          | Lag                      | Poäng          |                |
| -------------- | ---------------- | ------------------------ | -------------- | -------------- |
| 1.             | Arnaud De Lie    | Lotto Dstny              | 70 poäng       |                |
| 2.             | Jasper Philipsen | Alpecin-Deceuninck       | 65 poäng       |                |
| 3.             | Matej Mohorič    | Bahrain Victorious       | 52 poäng       |                |
| 4.             | Tim Wellens      | UAE Team Emirates        | 50 poäng       |                |
| 5.             | Olav Kooij       | Jumbo-Visma              | 47 poäng       |                |
| 6.             | Tim Merlier      | Soudal Quick-Step        | 44 poäng       |                |
| 7.             | Yves Lampaert    | Soudal Quick-Step        | 43 poäng       |                |
| 8.             | Mike Teunissen   | Intermarché-Circus-Wanty | 42 poäng       |                |
| 9.             | Matteo Trentin   | UAE Team Emirates        | 40 poäng       |                |
| 10.            | Jasper Stuyven   | Lidl-Trek                | 34 poäng       |                |

| Poängtävlingen | Poängtävlingen   | Poängtävlingen           | Poängtävlingen | Poängtävlingen |
| Cyklist        | Cyklist          | Lag                      | Poäng          |                |
| -------------- | ---------------- | ------------------------ | -------------- | -------------- |
| 1.             | Arnaud De Lie    | Lotto Dstny              | 70 poäng       |                |
| 2.             | Jasper Philipsen | Alpecin-Deceuninck       | 65 poäng       |                |
| 3.             | Matej Mohorič    | Bahrain Victorious       | 52 poäng       |                |
| 4.             | Tim Wellens      | UAE Team Emirates        | 50 poäng       |                |
| 5.             | Olav Kooij       | Jumbo-Visma              | 47 poäng       |                |
| 6.             | Tim Merlier      | Soudal Quick-Step        | 44 poäng       |                |
| 7.             | Yves Lampaert    | Soudal Quick-Step        | 43 poäng       |                |
| 8.             | Mike Teunissen   | Intermarché-Circus-Wanty | 42 poäng       |                |
| 9.             | Matteo Trentin   | UAE Team Emirates        | 40 poäng       |                |
| 10.            | Jasper Stuyven   | Lidl-Trek                | 34 poäng       |                |

| Ungdomstävlingen | Ungdomstävlingen | Ungdomstävlingen         | Ungdomstävlingen | Ungdomstävlingen |
| Cyklist          | Cyklist          | Lag                      | Tid              |                  |
| ---------------- | ---------------- | ------------------------ | ---------------- | ---------------- |
| 1.               | Arnaud De Lie    | Lotto Dstny              | 15t 52' 56"      |                  |
| 2.               | Nicolò Buratti   | Bahrain Victorious       | + 5' 41"         |                  |
| 3.               | Dries De Pooter  | Intermarché-Circus-Wanty | + 5' 42"         |                  |
| 4.               | Thibau Nys       | Lidl-Trek                | + 6' 47"         |                  |
| 5.               | Olav Kooij       | Jumbo-Visma              | + 9' 34"         |                  |
| 6.               | Casper van Uden  | Team DSM-Firmenich       | + 9' 36"         |                  |
| 7.               | Ben Tulett       | Ineos Grenadiers         | + 11' 28"        |                  |
| 8.               | Frederik Wandahl | Bora-Hansgrohe           | + 12' 10"        |                  |
| 9.               | Laurence Pithie  | Groupama-FDJ             | + 12' 42"        |                  |
| 10.              | Milan Fretin     | Team Flanders-Baloise    | + 15' 54"        |                  |

| Ungdomstävlingen | Ungdomstävlingen | Ungdomstävlingen         | Ungdomstävlingen | Ungdomstävlingen |
| Cyklist          | Cyklist          | Lag                      | Tid              |                  |
| ---------------- | ---------------- | ------------------------ | ---------------- | ---------------- |
| 1.               | Arnaud De Lie    | Lotto Dstny              | 15t 52' 56"      |                  |
| 2.               | Nicolò Buratti   | Bahrain Victorious       | + 5' 41"         |                  |
| 3.               | Dries De Pooter  | Intermarché-Circus-Wanty | + 5' 42"         |                  |
| 4.               | Thibau Nys       | Lidl-Trek                | + 6' 47"         |                  |
| 5.               | Olav Kooij       | Jumbo-Visma              | + 9' 34"         |                  |
| 6.               | Casper van Uden  | Team DSM-Firmenich       | + 9' 36"         |                  |
| 7.               | Ben Tulett       | Ineos Grenadiers         | + 11' 28"        |                  |
| 8.               | Frederik Wandahl | Bora-Hansgrohe           | + 12' 10"        |                  |
| 9.               | Laurence Pithie  | Groupama-FDJ             | + 12' 42"        |                  |
| 10.              | Milan Fretin     | Team Flanders-Baloise    | + 15' 54"        |                  |

| Mest offensiva cyklisten | Mest offensiva cyklisten | Mest offensiva cyklisten | Mest offensiva cyklisten | Mest offensiva cyklisten |
| Cyklist                  | Cyklist                  | Lag                      | Poäng                    |                          |
| ------------------------ | ------------------------ | ------------------------ | ------------------------ | ------------------------ |
| 1.                       | Aaron Van Poucke         | Team Flanders-Baloise    | 39 poäng                 |                          |
| 2.                       | Ceriel Desal             | Bingoal WB               | 33 poäng                 |                          |
| 3.                       | Ludovic Robeet           | Bingoal WB               | 31 poäng                 |                          |
| 4.                       | Senne Leysen             | Alpecin-Deceuninck       | 27 poäng                 |                          |
| 5.                       | Andrey Amador            | EF Education-EasyPost    | 25 poäng                 |                          |
| 6.                       | Derek Gee                | Israel-Premier Tech      | 21 poäng                 |                          |
| 7.                       | Kamiel Bonneu            | Team Flanders-Baloise    | 16 poäng                 |                          |
| 8.                       | Milan Fretin             | Team Flanders-Baloise    | 12 poäng                 |                          |
| 9.                       | Cameron Wurf             | Ineos Grenadiers         | 11 poäng                 |                          |
| 10.                      | Arne Marit               | Intermarché-Circus-Wanty | 10 poäng                 |                          |

| Mest offensiva cyklisten | Mest offensiva cyklisten | Mest offensiva cyklisten | Mest offensiva cyklisten | Mest offensiva cyklisten |
| Cyklist                  | Cyklist                  | Lag                      | Poäng                    |                          |
| ------------------------ | ------------------------ | ------------------------ | ------------------------ | ------------------------ |
| 1.                       | Aaron Van Poucke         | Team Flanders-Baloise    | 39 poäng                 |                          |
| 2.                       | Ceriel Desal             | Bingoal WB               | 33 poäng                 |                          |
| 3.                       | Ludovic Robeet           | Bingoal WB               | 31 poäng                 |                          |
| 4.                       | Senne Leysen             | Alpecin-Deceuninck       | 27 poäng                 |                          |
| 5.                       | Andrey Amador            | EF Education-EasyPost    | 25 poäng                 |                          |
| 6.                       | Derek Gee                | Israel-Premier Tech      | 21 poäng                 |                          |
| 7.                       | Kamiel Bonneu            | Team Flanders-Baloise    | 16 poäng                 |                          |
| 8.                       | Milan Fretin             | Team Flanders-Baloise    | 12 poäng                 |                          |
| 9.                       | Cameron Wurf             | Ineos Grenadiers         | 11 poäng                 |                          |
| 10.                      | Arne Marit               | Intermarché-Circus-Wanty | 10 poäng                 |                          |

| Lagtävlingen | Lagtävlingen             | Lagtävlingen | Lagtävlingen |
| Lag          | Lag                      | Tid          |              |
| ------------ | ------------------------ | ------------ | ------------ |
| 1.           | UAE Team Emirates        | 47t 36' 57"  |              |
| 2.           | Lotto Dstny              | + 29"        |              |
| 3.           | Soudal Quick-Step        | + 1' 39"     |              |
| 4.           | Bahrain Victorious       | + 1' 51"     |              |
| 5.           | Intermarché-Circus-Wanty | + 1' 51"     |              |
| 6.           | EF Education-EasyPost    | + 2' 32"     |              |
| 7.           | AG2R Citroën Team        | + 2' 55"     |              |
| 8.           | Lidl-Trek                | + 3' 42"     |              |
| 9.           | Israel-Premier Tech      | + 4' 46"     |              |
| 10.          | Ineos Grenadiers         | + 5' 59"     |              |

| Lagtävlingen | Lagtävlingen             | Lagtävlingen | Lagtävlingen |
| Lag          | Lag                      | Tid          |              |
| ------------ | ------------------------ | ------------ | ------------ |
| 1.           | UAE Team Emirates        | 47t 36' 57"  |              |
| 2.           | Lotto Dstny              | + 29"        |              |
| 3.           | Soudal Quick-Step        | + 1' 39"     |              |
| 4.           | Bahrain Victorious       | + 1' 51"     |              |
| 5.           | Intermarché-Circus-Wanty | + 1' 51"     |              |
| 6.           | EF Education-EasyPost    | + 2' 32"     |              |
| 7.           | AG2R Citroën Team        | + 2' 55"     |              |
| 8.           | Lidl-Trek                | + 3' 42"     |              |
| 9.           | Israel-Premier Tech      | + 4' 46"     |              |
| 10.          | Ineos Grenadiers         | + 5' 59"     |              |

## Startlista
| Alpecin-Deceuninck ADC | Alpecin-Deceuninck ADC     | Alpecin-Deceuninck ADC |
| ---------------------- | -------------------------- | ---------------------- |
| #                      | Cyklist                    | Placering              |
| 1                      | Jasper Philipsen (BEL)     | 35.                    |
| 2                      | Silvan Dillier (SUI)       | DNF-4                  |
| 3                      | Søren Kragh Andersen (DEN) | 10.                    |
| 4                      | Senne Leysen (BEL)         | 96.                    |
| 5                      | Xandro Meurisse (BEL)      | DNS-4                  |
| 6                      | Jonas Rickaert (BEL)       | 98.                    |
| 7                      | Gianni Vermeersch (BEL)    | DNS-5                  |

| Jumbo-Visma TJV | Jumbo-Visma TJV                 | Jumbo-Visma TJV |
| --------------- | ------------------------------- | --------------- |
| #               | Cyklist                         | Placering       |
| 11              | Olav Kooij (NED)                | 60.             |
| 12              | Edoardo Affini (ITA)            | 92.             |
| 13              | Tobias Foss (NOR)               | 27.             |
| 14              | Lennard Hofstede (NED)          | 128.            |
| 15              | Tosh Van der Sande (BEL)        | 73.             |
| 16              | Mick van Dijke (NED)            | 71.             |
| 17              | Jos van Emden (NED) (tempolopp) | 113.            |

| Soudal Quick-Step SOQ | Soudal Quick-Step SOQ            | Soudal Quick-Step SOQ |
| --------------------- | -------------------------------- | --------------------- |
| #                     | Cyklist                          | Placering             |
| 21                    | Kasper Asgreen (DEN) (tempolopp) | 101.                  |
| 22                    | Tim Declercq (BEL)               | 25.                   |
| 23                    | Yves Lampaert (BEL)              | 3.                    |
| 24                    | Tim Merlier (BEL)                | 64.                   |
| 25                    | Florian Sénéchal (FRA)           | 18.                   |
| 26                    | Bert Van Lerberghe (BEL)         | 62.                   |
| 27                    | Stan Van Tricht (BEL)            | DNF-5                 |

| Intermarché-Circus-Wanty ICW | Intermarché-Circus-Wanty ICW | Intermarché-Circus-Wanty ICW |
| ---------------------------- | ---------------------------- | ---------------------------- |
| #                            | Cyklist                      | Placering                    |
| 31                           | Aimé De Gendt (BEL)          | 17.                          |
| 32                           | Dries De Pooter (BEL)        | 50.                          |
| 33                           | Arne Marit (BEL)             | 28.                          |
| 34                           | Baptiste Planckaert (BEL)    | 107.                         |
| 35                           | Dion Smith (NZL)             | DNS-5                        |
| 36                           | Mike Teunissen (NED)         | 5.                           |
| 37                           | Loïc Vliegen (BEL)           | 65.                          |

| Lotto Dstny LTD | Lotto Dstny LTD          | Lotto Dstny LTD |
| --------------- | ------------------------ | --------------- |
| #               | Cyklist                  | Placering       |
| 41              | Arnaud De Lie (BEL)      | 15.             |
| 42              | Liam Slock (BEL)         | 117.            |
| 43              | Jasper De Buyst (BEL)    | 13.             |
| 44              | Cedric Beullens (BEL)    | 33.             |
| 45              | Frederik Frison (BEL)    | 84.             |
| 46              | Brent Van Moer (BEL)     | 38.             |
| 47              | Florian Vermeersch (BEL) | 2.              |

| Bahrain Victorious TBV | Bahrain Victorious TBV       | Bahrain Victorious TBV |
| ---------------------- | ---------------------------- | ---------------------- |
| #                      | Cyklist                      | Placering              |
| 51                     | Matej Mohorič (SLO)          | 7.                     |
| 52                     | Jonathan Milan (ITA)         | 81.                    |
| 53                     | Nicolò Buratti (ITA)         | 49.                    |
| 54                     | Andrea Pasqualon (ITA)       | 54.                    |
| 55                     | Johan Price-Pejtersen (DEN)  | 126.                   |
| 56                     | Dušan Rajović (SRB)          | 80.                    |
| 57                     | Fred Wright (GBR) (landsväg) | DNS-5                  |

| Ineos Grenadiers IGD | Ineos Grenadiers IGD                 | Ineos Grenadiers IGD |
| -------------------- | ------------------------------------ | -------------------- |
| #                    | Cyklist                              | Placering            |
| 61                   | Michał Kwiatkowski (POL) (tempolopp) | 11.                  |
| 62                   | Cameron Wurf (AUS)                   | 116.                 |
| 63                   | Luke Plapp (AUS) (landsväg)          | 79.                  |
| 64                   | Ben Tulett (GBR)                     | 69.                  |
| 65                   | Josh Tarling (GBR) (tempolopp)       | 114.                 |
| 66                   | Ben Turner (GBR)                     | 36.                  |
| 67                   | Elia Viviani (ITA)                   | 99.                  |

| Lidl-Trek LTK | Lidl-Trek LTK                  | Lidl-Trek LTK |
| ------------- | ------------------------------ | ------------- |
| #             | Cyklist                        | Placering     |
| 71            | Jasper Stuyven (BEL)           | 4.            |
| 72            | Thibau Nys (BEL)               | 55.           |
| 73            | Markus Hoelgaard (NOR)         | DNS-5         |
| 74            | Daan Hoole (NED)               | DNF-5         |
| 75            | Emīls Liepiņš (LAT) (landsväg) | 43.           |
| 76            | Marc Brustenga (ESP)           | 108.          |
| 77            | Filippo Baroncini (ITA)        | 48.           |

| UAE Team Emirates UAD | UAE Team Emirates UAD         | UAE Team Emirates UAD |
| --------------------- | ----------------------------- | --------------------- |
| #                     | Cyklist                       | Placering             |
| 81                    | Sjoerd Bax (NED)              | 14.                   |
| 82                    | Mikkel Bjerg (DEN)            | 12.                   |
| 83                    | Alessandro Covi (ITA)         | 66.                   |
| 84                    | Ryan Gibbons (RSA)            | 93.                   |
| 85                    | Marc Hirschi (SUI) (landsväg) | 6.                    |
| 86                    | Matteo Trentin (ITA)          | 9.                    |
| 87                    | Tim Wellens (BEL)             | 1.                    |

| Bora-Hansgrohe BOH | Bora-Hansgrohe BOH            | Bora-Hansgrohe BOH |
| ------------------ | ----------------------------- | ------------------ |
| #                  | Cyklist                       | Placering          |
| 91                 | Jordi Meeus (BEL)             | 76.                |
| 92                 | Giovanni Aleotti (ITA)        | 29.                |
| 93                 | Shane Archbold (NZL)          | DNF-3              |
| 94                 | Cesare Benedetti (POL)        | 97.                |
| 95                 | Ryan Mullen (IRL) (tempolopp) | DNF-5              |
| 96                 | Ide Schelling (NED)           | DNF-5              |
| 97                 | Frederik Wandahl (DEN)        | 74.                |

| EF Education-EasyPost EFE | EF Education-EasyPost EFE   | EF Education-EasyPost EFE |
| ------------------------- | --------------------------- | ------------------------- |
| #                         | Cyklist                     | Placering                 |
| 101                       | Andrey Amador (CRC)         | 26.                       |
| 102                       | Mikkel Frølich Honoré (DEN) | 45.                       |
| 103                       | Owain Doull (GBR)           | 19.                       |
| 104                       | Thomas Scully (NZL)         | 109.                      |
| 105                       | Jens Keukeleire (BEL)       | 40.                       |
| 106                       | Jonas Rutsch (GER)          | 20.                       |
| 107                       | Łukasz Wiśniowski (POL)     | 88.                       |

| AG2R Citroën Team ACT | AG2R Citroën Team ACT   | AG2R Citroën Team ACT |
| --------------------- | ----------------------- | --------------------- |
| #                     | Cyklist                 | Placering             |
| 111                   | Greg Van Avermaet (BEL) | 22.                   |
| 112                   | Stan Dewulf (BEL)       | 16.                   |
| 113                   | Pierre Gautherat (FRA)  | DNF-4                 |
| 114                   | Lawrence Naesen (BEL)   | 86.                   |
| 115                   | Oliver Naesen (BEL)     | 30.                   |
| 116                   | Bastien Tronchon (FRA)  | DNF-5                 |
| 117                   | Michael Schär (SUI)     | DNS-5                 |

| Cofidis COF | Cofidis COF              | Cofidis COF |
| ----------- | ------------------------ | ----------- |
| #           | Cyklist                  | Placering   |
| 121         | Piet Allegaert (BEL)     | 41.         |
| 122         | Alexandre Delettre (FRA) | 91.         |
| 123         | Eddy Finé (FRA)          | 123.        |
| 124         | Christophe Noppe (BEL)   | 100.        |
| 125         | Alexis Renard (FRA)      | 68.         |
| 126         | Jelle Wallays (BEL)      | 104.        |
| 127         | Axel Zingle (FRA)        | 8.          |

| Astana Qazaqstan Team AST | Astana Qazaqstan Team AST | Astana Qazaqstan Team AST |
| ------------------------- | ------------------------- | ------------------------- |
| #                         | Cyklist                   | Placering                 |
| 131                       | Cees Bol (NED)            | DNS-3                     |
| 132                       | Gleb Brussenskiy (KAZ)    | 118.                      |
| 133                       | Yevgeniy Gidich (KAZ)     | 110.                      |
| 134                       | Davide Martinelli (ITA)   | 112.                      |
| 135                       | Gianni Moscon (ITA)       | 57.                       |
| 136                       | Gleb Siritsa              | 95.                       |
| 137                       | Dmitriy Gruzdev (KAZ)     | 90.                       |

| Groupama-FDJ GFC | Groupama-FDJ GFC                  | Groupama-FDJ GFC |
| ---------------- | --------------------------------- | ---------------- |
| #                | Cyklist                           | Placering        |
| 141              | Valentin Madouas (FRA) (landsväg) | 34.              |
| 142              | Kevin Geniets (LUX)               | 119.             |
| 143              | Olivier Le Gac (FRA)              | 51.              |
| 144              | Laurence Pithie (NZL)             | 77.              |
| 145              | Miles Scotson (AUS)               | DNS-5            |
| 146              | Jake Stewart (GBR)                | 63.              |
| 147              | Lars van den Berg (NED)           | 75.              |

| Movistar Team MOV | Movistar Team MOV           | Movistar Team MOV |
| ----------------- | --------------------------- | ----------------- |
| #                 | Cyklist                     | Placering         |
| 151               | Vinicius Rangel (BRA)       | 125.              |
| 152               | Gorka Izagirre (ESP)        | 56.               |
| 153               | Johan Jacobs (SUI)          | 32.               |
| 154               | Mathias Norsgaard (DEN)     | 53.               |
| 155               | Lluís Mas (ESP)             | DNS-2             |
| 156               | Albert Torres Barceló (ESP) | DNF-3             |
| 157               | Max Kanter (GER)            | 46.               |

| Arkéa-Samsic ARK | Arkéa-Samsic ARK      | Arkéa-Samsic ARK |
| ---------------- | --------------------- | ---------------- |
| #                | Cyklist               | Placering        |
| 161              | Jenthe Biermans (BEL) | DNS-4            |
| 162              | Arnaud Démare (FRA)   | 70.              |
| 163              | Donavan Grondin (FRA) | 127.             |
| 164              | Matis Louvel (FRA)    | 21.              |
| 165              | Daniel McLay (GBR)    | 111.             |
| 166              | Alan Riou (FRA)       | 121.             |
| 167              | Clément Russo (FRA)   | 82.              |

| Team DSM-Firmenich DSM | Team DSM-Firmenich DSM    | Team DSM-Firmenich DSM |
| ---------------------- | ------------------------- | ---------------------- |
| #                      | Cyklist                   | Placering              |
| 171                    | Pavel Bittner (CZE)       | 115.                   |
| 172                    | John Degenkolb (GER)      | 37.                    |
| 173                    | Alexander Edmondson (AUS) | 105.                   |
| 174                    | Nils Eekhoff (NED)        | 23.                    |
| 175                    | Niklas Märkl (GER)        | 78.                    |
| 176                    | Casper van Uden (NED)     | 61.                    |
| 177                    | Sam Welsford (AUS)        | 94.                    |

| Team Jayco AlUla JAY | Team Jayco AlUla JAY        | Team Jayco AlUla JAY |
| -------------------- | --------------------------- | -------------------- |
| #                    | Cyklist                     | Placering            |
| 181                  | Luke Durbridge (AUS)        | 47.                  |
| 182                  | Dylan Groenewegen (NED)     | 67.                  |
| 183                  | Amund Grøndahl Jansen (NOR) | DNF-5                |
| 184                  | Zdeněk Štybar (CZE)         | 52.                  |
| 185                  | Blake Quick (AUS)           | DNS-5                |
| 186                  | Elmar Reinders (NED)        | 59.                  |
| 187                  | Campbell Stewart (NZL)      | 42.                  |

| Israel-Premier Tech IPT | Israel-Premier Tech IPT         | Israel-Premier Tech IPT |
| ----------------------- | ------------------------------- | ----------------------- |
| #                       | Cyklist                         | Placering               |
| 191                     | Guillaume Boivin (CAN)          | DNF-5                   |
| 192                     | Derek Gee (CAN) (tempolopp)     | 72.                     |
| 193                     | Omer Goldstein (ISR)            | DNF-3                   |
| 194                     | Itamar Einhorn (ISR) (landsväg) | 102.                    |
| 195                     | Giacomo Nizzolo (ITA)           | 24.                     |
| 196                     | Jens Reynders (BEL)             | 31.                     |
| 197                     | Tom Van Asbroeck (BEL)          | 39.                     |

| Bingoal WB BWB | Bingoal WB BWB                     | Bingoal WB BWB |
| -------------- | ---------------------------------- | -------------- |
| #              | Cyklist                            | Placering      |
| 201            | Ceriel Desal (BEL)                 | 85.            |
| 202            | Karl Patrick Lauk (EST) (landsväg) | 103.           |
| 203            | Matteo Malucelli (ITA)             | 106.           |
| 204            | Ludovic Robeet (BEL)               | 122.           |
| 205            | Luca Van Boven (BEL)               | 44.            |
| 206            | Nathan Vandepitte (FRA)            | 120.           |
| 207            | Kenneth Van Rooy (BEL)             | DNS-2          |

| Team Flanders-Baloise TFB | Team Flanders-Baloise TFB | Team Flanders-Baloise TFB |
| ------------------------- | ------------------------- | ------------------------- |
| #                         | Cyklist                   | Placering                 |
| 211                       | Jenno Berckmoes (BEL)     | DNS-5                     |
| 212                       | Kamiel Bonneu (BEL)       | 83.                       |
| 213                       | Vito Braet (BEL)          | 87.                       |
| 214                       | Alex Colman (BEL)         | 58.                       |
| 215                       | Sander De Pestel (BEL)    | DNS-3                     |
| 216                       | Milan Fretin (BEL)        | 89.                       |
| 217                       | Aaron Van Poucke (BEL)    | 124.                      |

| Alpecin-Deceuninck ADC | Alpecin-Deceuninck ADC     | Alpecin-Deceuninck ADC |
| ---------------------- | -------------------------- | ---------------------- |
| #                      | Cyklist                    | Placering              |
| 1                      | Jasper Philipsen (BEL)     | 35.                    |
| 2                      | Silvan Dillier (SUI)       | DNF-4                  |
| 3                      | Søren Kragh Andersen (DEN) | 10.                    |
| 4                      | Senne Leysen (BEL)         | 96.                    |
| 5                      | Xandro Meurisse (BEL)      | DNS-4                  |
| 6                      | Jonas Rickaert (BEL)       | 98.                    |
| 7                      | Gianni Vermeersch (BEL)    | DNS-5                  |

| Jumbo-Visma TJV | Jumbo-Visma TJV                 | Jumbo-Visma TJV |
| --------------- | ------------------------------- | --------------- |
| #               | Cyklist                         | Placering       |
| 11              | Olav Kooij (NED)                | 60.             |
| 12              | Edoardo Affini (ITA)            | 92.             |
| 13              | Tobias Foss (NOR)               | 27.             |
| 14              | Lennard Hofstede (NED)          | 128.            |
| 15              | Tosh Van der Sande (BEL)        | 73.             |
| 16              | Mick van Dijke (NED)            | 71.             |
| 17              | Jos van Emden (NED) (tempolopp) | 113.            |

| Soudal Quick-Step SOQ | Soudal Quick-Step SOQ            | Soudal Quick-Step SOQ |
| --------------------- | -------------------------------- | --------------------- |
| #                     | Cyklist                          | Placering             |
| 21                    | Kasper Asgreen (DEN) (tempolopp) | 101.                  |
| 22                    | Tim Declercq (BEL)               | 25.                   |
| 23                    | Yves Lampaert (BEL)              | 3.                    |
| 24                    | Tim Merlier (BEL)                | 64.                   |
| 25                    | Florian Sénéchal (FRA)           | 18.                   |
| 26                    | Bert Van Lerberghe (BEL)         | 62.                   |
| 27                    | Stan Van Tricht (BEL)            | DNF-5                 |

| Intermarché-Circus-Wanty ICW | Intermarché-Circus-Wanty ICW | Intermarché-Circus-Wanty ICW |
| ---------------------------- | ---------------------------- | ---------------------------- |
| #                            | Cyklist                      | Placering                    |
| 31                           | Aimé De Gendt (BEL)          | 17.                          |
| 32                           | Dries De Pooter (BEL)        | 50.                          |
| 33                           | Arne Marit (BEL)             | 28.                          |
| 34                           | Baptiste Planckaert (BEL)    | 107.                         |
| 35                           | Dion Smith (NZL)             | DNS-5                        |
| 36                           | Mike Teunissen (NED)         | 5.                           |
| 37                           | Loïc Vliegen (BEL)           | 65.                          |

| Lotto Dstny LTD | Lotto Dstny LTD          | Lotto Dstny LTD |
| --------------- | ------------------------ | --------------- |
| #               | Cyklist                  | Placering       |
| 41              | Arnaud De Lie (BEL)      | 15.             |
| 42              | Liam Slock (BEL)         | 117.            |
| 43              | Jasper De Buyst (BEL)    | 13.             |
| 44              | Cedric Beullens (BEL)    | 33.             |
| 45              | Frederik Frison (BEL)    | 84.             |
| 46              | Brent Van Moer (BEL)     | 38.             |
| 47              | Florian Vermeersch (BEL) | 2.              |

| Bahrain Victorious TBV | Bahrain Victorious TBV       | Bahrain Victorious TBV |
| ---------------------- | ---------------------------- | ---------------------- |
| #                      | Cyklist                      | Placering              |
| 51                     | Matej Mohorič (SLO)          | 7.                     |
| 52                     | Jonathan Milan (ITA)         | 81.                    |
| 53                     | Nicolò Buratti (ITA)         | 49.                    |
| 54                     | Andrea Pasqualon (ITA)       | 54.                    |
| 55                     | Johan Price-Pejtersen (DEN)  | 126.                   |
| 56                     | Dušan Rajović (SRB)          | 80.                    |
| 57                     | Fred Wright (GBR) (landsväg) | DNS-5                  |

| Ineos Grenadiers IGD | Ineos Grenadiers IGD                 | Ineos Grenadiers IGD |
| -------------------- | ------------------------------------ | -------------------- |
| #                    | Cyklist                              | Placering            |
| 61                   | Michał Kwiatkowski (POL) (tempolopp) | 11.                  |
| 62                   | Cameron Wurf (AUS)                   | 116.                 |
| 63                   | Luke Plapp (AUS) (landsväg)          | 79.                  |
| 64                   | Ben Tulett (GBR)                     | 69.                  |
| 65                   | Josh Tarling (GBR) (tempolopp)       | 114.                 |
| 66                   | Ben Turner (GBR)                     | 36.                  |
| 67                   | Elia Viviani (ITA)                   | 99.                  |

| Lidl-Trek LTK | Lidl-Trek LTK                  | Lidl-Trek LTK |
| ------------- | ------------------------------ | ------------- |
| #             | Cyklist                        | Placering     |
| 71            | Jasper Stuyven (BEL)           | 4.            |
| 72            | Thibau Nys (BEL)               | 55.           |
| 73            | Markus Hoelgaard (NOR)         | DNS-5         |
| 74            | Daan Hoole (NED)               | DNF-5         |
| 75            | Emīls Liepiņš (LAT) (landsväg) | 43.           |
| 76            | Marc Brustenga (ESP)           | 108.          |
| 77            | Filippo Baroncini (ITA)        | 48.           |

| UAE Team Emirates UAD | UAE Team Emirates UAD         | UAE Team Emirates UAD |
| --------------------- | ----------------------------- | --------------------- |
| #                     | Cyklist                       | Placering             |
| 81                    | Sjoerd Bax (NED)              | 14.                   |
| 82                    | Mikkel Bjerg (DEN)            | 12.                   |
| 83                    | Alessandro Covi (ITA)         | 66.                   |
| 84                    | Ryan Gibbons (RSA)            | 93.                   |
| 85                    | Marc Hirschi (SUI) (landsväg) | 6.                    |
| 86                    | Matteo Trentin (ITA)          | 9.                    |
| 87                    | Tim Wellens (BEL)             | 1.                    |

| Bora-Hansgrohe BOH | Bora-Hansgrohe BOH            | Bora-Hansgrohe BOH |
| ------------------ | ----------------------------- | ------------------ |
| #                  | Cyklist                       | Placering          |
| 91                 | Jordi Meeus (BEL)             | 76.                |
| 92                 | Giovanni Aleotti (ITA)        | 29.                |
| 93                 | Shane Archbold (NZL)          | DNF-3              |
| 94                 | Cesare Benedetti (POL)        | 97.                |
| 95                 | Ryan Mullen (IRL) (tempolopp) | DNF-5              |
| 96                 | Ide Schelling (NED)           | DNF-5              |
| 97                 | Frederik Wandahl (DEN)        | 74.                |

| EF Education-EasyPost EFE | EF Education-EasyPost EFE   | EF Education-EasyPost EFE |
| ------------------------- | --------------------------- | ------------------------- |
| #                         | Cyklist                     | Placering                 |
| 101                       | Andrey Amador (CRC)         | 26.                       |
| 102                       | Mikkel Frølich Honoré (DEN) | 45.                       |
| 103                       | Owain Doull (GBR)           | 19.                       |
| 104                       | Thomas Scully (NZL)         | 109.                      |
| 105                       | Jens Keukeleire (BEL)       | 40.                       |
| 106                       | Jonas Rutsch (GER)          | 20.                       |
| 107                       | Łukasz Wiśniowski (POL)     | 88.                       |

| AG2R Citroën Team ACT | AG2R Citroën Team ACT   | AG2R Citroën Team ACT |
| --------------------- | ----------------------- | --------------------- |
| #                     | Cyklist                 | Placering             |
| 111                   | Greg Van Avermaet (BEL) | 22.                   |
| 112                   | Stan Dewulf (BEL)       | 16.                   |
| 113                   | Pierre Gautherat (FRA)  | DNF-4                 |
| 114                   | Lawrence Naesen (BEL)   | 86.                   |
| 115                   | Oliver Naesen (BEL)     | 30.                   |
| 116                   | Bastien Tronchon (FRA)  | DNF-5                 |
| 117                   | Michael Schär (SUI)     | DNS-5                 |

| Cofidis COF | Cofidis COF              | Cofidis COF |
| ----------- | ------------------------ | ----------- |
| #           | Cyklist                  | Placering   |
| 121         | Piet Allegaert (BEL)     | 41.         |
| 122         | Alexandre Delettre (FRA) | 91.         |
| 123         | Eddy Finé (FRA)          | 123.        |
| 124         | Christophe Noppe (BEL)   | 100.        |
| 125         | Alexis Renard (FRA)      | 68.         |
| 126         | Jelle Wallays (BEL)      | 104.        |
| 127         | Axel Zingle (FRA)        | 8.          |

| Astana Qazaqstan Team AST | Astana Qazaqstan Team AST | Astana Qazaqstan Team AST |
| ------------------------- | ------------------------- | ------------------------- |
| #                         | Cyklist                   | Placering                 |
| 131                       | Cees Bol (NED)            | DNS-3                     |
| 132                       | Gleb Brussenskiy (KAZ)    | 118.                      |
| 133                       | Yevgeniy Gidich (KAZ)     | 110.                      |
| 134                       | Davide Martinelli (ITA)   | 112.                      |
| 135                       | Gianni Moscon (ITA)       | 57.                       |
| 136                       | Gleb Siritsa              | 95.                       |
| 137                       | Dmitriy Gruzdev (KAZ)     | 90.                       |

| Groupama-FDJ GFC | Groupama-FDJ GFC                  | Groupama-FDJ GFC |
| ---------------- | --------------------------------- | ---------------- |
| #                | Cyklist                           | Placering        |
| 141              | Valentin Madouas (FRA) (landsväg) | 34.              |
| 142              | Kevin Geniets (LUX)               | 119.             |
| 143              | Olivier Le Gac (FRA)              | 51.              |
| 144              | Laurence Pithie (NZL)             | 77.              |
| 145              | Miles Scotson (AUS)               | DNS-5            |
| 146              | Jake Stewart (GBR)                | 63.              |
| 147              | Lars van den Berg (NED)           | 75.              |

| Movistar Team MOV | Movistar Team MOV           | Movistar Team MOV |
| ----------------- | --------------------------- | ----------------- |
| #                 | Cyklist                     | Placering         |
| 151               | Vinicius Rangel (BRA)       | 125.              |
| 152               | Gorka Izagirre (ESP)        | 56.               |
| 153               | Johan Jacobs (SUI)          | 32.               |
| 154               | Mathias Norsgaard (DEN)     | 53.               |
| 155               | Lluís Mas (ESP)             | DNS-2             |
| 156               | Albert Torres Barceló (ESP) | DNF-3             |
| 157               | Max Kanter (GER)            | 46.               |

| Arkéa-Samsic ARK | Arkéa-Samsic ARK      | Arkéa-Samsic ARK |
| ---------------- | --------------------- | ---------------- |
| #                | Cyklist               | Placering        |
| 161              | Jenthe Biermans (BEL) | DNS-4            |
| 162              | Arnaud Démare (FRA)   | 70.              |
| 163              | Donavan Grondin (FRA) | 127.             |
| 164              | Matis Louvel (FRA)    | 21.              |
| 165              | Daniel McLay (GBR)    | 111.             |
| 166              | Alan Riou (FRA)       | 121.             |
| 167              | Clément Russo (FRA)   | 82.              |

| Team DSM-Firmenich DSM | Team DSM-Firmenich DSM    | Team DSM-Firmenich DSM |
| ---------------------- | ------------------------- | ---------------------- |
| #                      | Cyklist                   | Placering              |
| 171                    | Pavel Bittner (CZE)       | 115.                   |
| 172                    | John Degenkolb (GER)      | 37.                    |
| 173                    | Alexander Edmondson (AUS) | 105.                   |
| 174                    | Nils Eekhoff (NED)        | 23.                    |
| 175                    | Niklas Märkl (GER)        | 78.                    |
| 176                    | Casper van Uden (NED)     | 61.                    |
| 177                    | Sam Welsford (AUS)        | 94.                    |

| Team Jayco AlUla JAY | Team Jayco AlUla JAY        | Team Jayco AlUla JAY |
| -------------------- | --------------------------- | -------------------- |
| #                    | Cyklist                     | Placering            |
| 181                  | Luke Durbridge (AUS)        | 47.                  |
| 182                  | Dylan Groenewegen (NED)     | 67.                  |
| 183                  | Amund Grøndahl Jansen (NOR) | DNF-5                |
| 184                  | Zdeněk Štybar (CZE)         | 52.                  |
| 185                  | Blake Quick (AUS)           | DNS-5                |
| 186                  | Elmar Reinders (NED)        | 59.                  |
| 187                  | Campbell Stewart (NZL)      | 42.                  |

| Israel-Premier Tech IPT | Israel-Premier Tech IPT         | Israel-Premier Tech IPT |
| ----------------------- | ------------------------------- | ----------------------- |
| #                       | Cyklist                         | Placering               |
| 191                     | Guillaume Boivin (CAN)          | DNF-5                   |
| 192                     | Derek Gee (CAN) (tempolopp)     | 72.                     |
| 193                     | Omer Goldstein (ISR)            | DNF-3                   |
| 194                     | Itamar Einhorn (ISR) (landsväg) | 102.                    |
| 195                     | Giacomo Nizzolo (ITA)           | 24.                     |
| 196                     | Jens Reynders (BEL)             | 31.                     |
| 197                     | Tom Van Asbroeck (BEL)          | 39.                     |

| Bingoal WB BWB | Bingoal WB BWB                     | Bingoal WB BWB |
| -------------- | ---------------------------------- | -------------- |
| #              | Cyklist                            | Placering      |
| 201            | Ceriel Desal (BEL)                 | 85.            |
| 202            | Karl Patrick Lauk (EST) (landsväg) | 103.           |
| 203            | Matteo Malucelli (ITA)             | 106.           |
| 204            | Ludovic Robeet (BEL)               | 122.           |
| 205            | Luca Van Boven (BEL)               | 44.            |
| 206            | Nathan Vandepitte (FRA)            | 120.           |
| 207            | Kenneth Van Rooy (BEL)             | DNS-2          |

| Team Flanders-Baloise TFB | Team Flanders-Baloise TFB | Team Flanders-Baloise TFB |
| ------------------------- | ------------------------- | ------------------------- |
| #                         | Cyklist                   | Placering                 |
| 211                       | Jenno Berckmoes (BEL)     | DNS-5                     |
| 212                       | Kamiel Bonneu (BEL)       | 83.                       |
| 213                       | Vito Braet (BEL)          | 87.                       |
| 214                       | Alex Colman (BEL)         | 58.                       |
| 215                       | Sander De Pestel (BEL)    | DNS-3                     |
| 216                       | Milan Fretin (BEL)        | 89.                       |
| 217                       | Aaron Van Poucke (BEL)    | 124.                      |

Förklaringar
DNF = Fullföljde inte, OTL = Utanför tidsgränsen, DNS = Startade inte, DSQ = Diskvalificerad